# Muhammad bin Nayef
Muhammad bin Nayef bin Abdulaziz Al Saud (محمد بن نايف بن عبد العزيز آل سعود‎; Gidá, 10 de agosto de 1959) é um membro da Família Real Saudita e que serviu como Príncipe Herdeiro, Primeiro-Vice Primeiro Ministro e Ministro do Interior da Arábia Saudita de 2012 a 2017. Ele é filho do príncipe Nayef bin Abdul Aziz Al Saud e sobrinho do rei Salman. Foi destituído de todos os cargos e saiu da linha de sucessão em junho de 2017.